# Toi (Niue)
Toi is een van de 14 dorpen van Niue en telt 31 inwoners (2001). Het dorp is gelegen in het noorden van het eiland, op 17 kilometer ten noordoosten van Alofi, en grenst met de klok mee aan de Stille Oceaan, Mutalau en Hikutavake. 
Toi maakt deel uit van het historische stammengebied Motu, dat de noordelijke helft van het eiland beslaat.

## Politiek
Bij de parlementsverkiezingen van 2011 kon Dion Taufitu zijn zetel voor Toi behouden.

Alofi North · Alofi South · Avatele · Hakupu · Hikutavake · Lakepa · Liku · Makefu · Mutalau · Namukulu · Tamakautoga · Toi · Tuapa · Vaiea